# Johann Evangelist Feyrstein
Johann Evangelist Feyrstein (Feurstein) (* 29. Dezember 1735 in Dornbirn; † 21. Mai 1779 in Kaufbeuren; auch Johann Evangelist Feyerstein und Johann Evangelist Feurstein) war ein österreichischer Orgelbauer.

## Leben
Johann Feyrstein erlernte vermutlich den Orgelbau bei Joseph Zwettler (1709–1762). Er war 1765 beim Bau der Orgel in der Klosterkirche Polling durch Johann Georg Hörterich (Dirlewang) beteiligt. Von 1766 bis 1771 war er in Hall in Tirol ansässig, arbeitete an der Orgel in Stift Stams, reparierte die Orgel in Innsbruck, St. Jakob, die Domorgel in Brixen (1775–1776) und die Orgel der Pfarrkirche Bozen (1777–1778). Die weitere Reparatur an der Orgel der Pfarrkirche Brixen 1779 wurde nach seinem Tod von seinen Gehilfen Johann Baptist Zech und Andreas Handmann ausgeführt.

## Werkliste
| Jahr      | Ort                                  | Gebäude        | Bild | Manuale | Register | Bemerkungen                                            |
| --------- | ------------------------------------ | -------------- | ---- | ------- | -------- | ------------------------------------------------------ |
| 1760/1770 | Schönberg im Stubaital               | Pfarrkirche    |      |         |          | Gehäuse erhalten, Orgel aus 1962 von Reinisch-Pirchner |
| 1767      | Heiligkreuz (Gemeinde Hall in Tirol) | Pfarrkirche    |      | I/P     | 8        | [ 1 ]                                                  |
| 1767      | Hall in Tirol                        | Jesuitenkirche |      | I/P     | 13       | Orgel wird ihm zugeschrieben                           |
| 1772–1773 | Stams                                | Stiftskirche   |      | II/P    | 27       | Gehäuse erhalten, seit 2015 Orgel von Rieger Orgelbau  |